# Urinaltrennwand

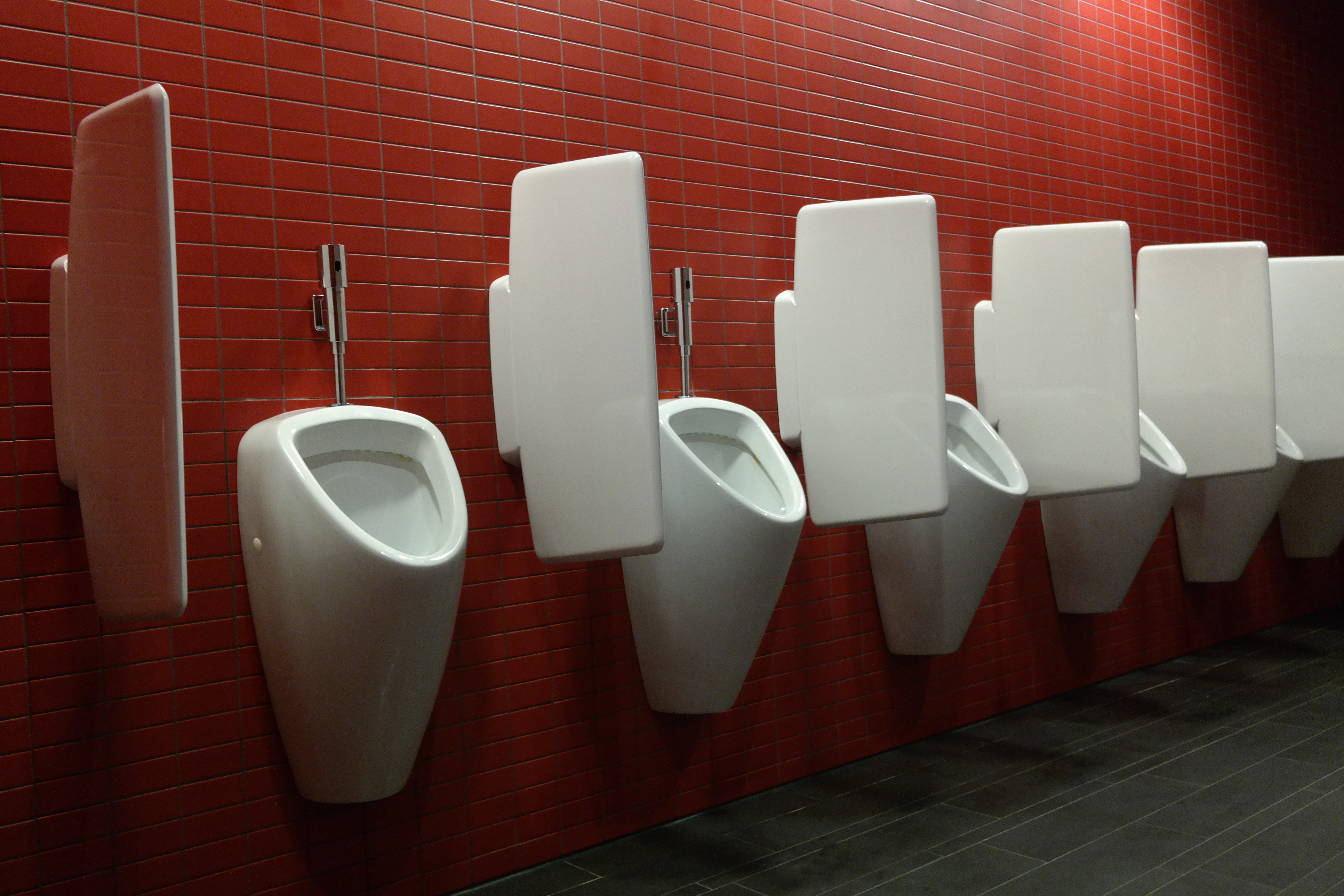
Schamwände in einer öffentlichen Toilette

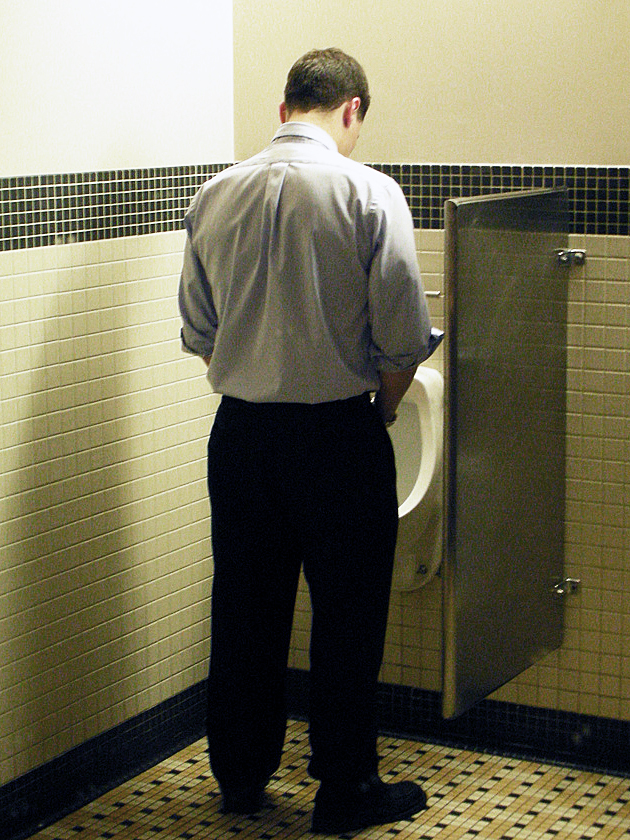
Eine Schamwand bietet Sichtschutz beim Urinieren

Als Urinaltrennwand (auch: Schamwand, Toilettentrennwand, Pissoirtrennwand) wird die Abtrennung von Urinalen, Toiletten oder Toilettenbereichen bezeichnet. Schamwände werden aus hygienischen Gründen und zur Wahrung der Intimsphäre eingesetzt.

## Geschichte
Nachweise für den Einsatz von Schamwänden lassen sich bereits im 2. Jahrtausend vor Christus im Alten Ägypten finden. Archäologen fanden erhaltene Schamwände bei Ausgrabungen in Tell el-Amarna und im Tempel Ramses’ III. in Medinet Habu. In der Tempelanlage Dajue Si (etwa 10. Jahrhundert n. Chr.) in Peking wurden ebenfalls erhaltene Schamwände gefunden.
In Mitteleuropa gab es bis ins 19. Jahrhundert nur wenige Gebäude, die mit abgetrennten Toiletten ausgestattet waren. In einem Waisenhaus in Zürich ist für das Jahr 1771 der Bau einer Schamwand zur Abgrenzung des sogenannten Secrets nachgewiesen. Vielerorts wurden die Exkremente einfach auf die Straße oder in Gräben und Gruben geschüttet. Mit der Entwicklung der Großstädte und der damit verbundenen starken Bevölkerungsverdichtung und durch den Bau von Kanalisationen etablierten sich die sanitären Einrichtungen. Die Menschen entwickelten neue Gewohnheiten und stärkere Schamgefühle. Vor allem im Hygienebereich wurde die Privatsphäre ein wichtiger Faktor. Toiletten wurden seit dieser Zeit immer mehr von anderen Räumen abgetrennt, dabei kamen häufig Schamwände zum Einsatz. Bei Anlagen mit mehreren Urinalen oder Toiletten wurden die Schamwände dazwischen installiert, um Blicke anderer Menschen während der Verrichtung der Notdurft abzuschirmen.